# ساندرا ماكفيرسون
ساندرا ماكفيرسون (بالإنجليزية: Sandra McPherson)‏ هي مُدرسة أمريكية، ولدت في 2 أغسطس 1943 في سان خوسيه في الولايات المتحدة.